# Sindhnur
Sindhnur è una città dell'India di 61.292 abitanti, situata nel distretto di Raichur, nello stato federato del Karnataka. In base al numero di abitanti la città rientra nella classe II (da 50.000 a 99.999 persone).

## Geografia fisica
La città è situata a 15° 46' 60 N e 76° 46' 0 E e ha un'altitudine di 376 m s.l.m..

## Società

### Evoluzione demografica
Al censimento del 2001 la popolazione di Sindhnur assommava a 61.292 persone, delle quali 31.376 maschi e 29.916 femmine. I bambini di età inferiore o uguale ai sei anni assommavano a 9.341, dei quali 4.764 maschi e 4.577 femmine. Infine, coloro che erano in grado di saper almeno leggere e scrivere erano 32.896, dei quali 19.672 maschi e 13.224 femmine.